# Панов, Виктор Петрович (режиссёр)
Виктор Петрович Панов (род. 6 мая 1939, Архангельск) — режиссёр, художественный руководитель Архангельского молодёжного театра, заслуженный деятель искусств РФ, кавалер ордена Почёта и ордена Дружбы.

## Биография
Виктор Петрович Панов родился 6 мая 1939 года в городе Архангельске. В 1956 году окончил среднюю школу и поступил на геологический факультет Казанского Университета, где учился до 1958 года.
В 1958 году вернулся в Архангельск и поступил на работу в Архангельский драматический театр им. М. В. Ломоносова, сначала машинистом сцены, а затем, закончив студию при театре — актёром.
В 1964 году организует собственную группу и занимается театральными миниатюрами, одноактной драматургией, спектаклями агитационно-художественной бригады, работая в различных учреждениях культуры г. Архангельска, в том числе Доме культуры СРЗ «Красная кузница», клубе лесотехнического института, клубе Архангельского трамвайно-троллейбусного Управления и др.
В 1973 году Панов поступил в московское театральное училище им. Б. Щукина при Академическом театре им. Евг. Вахтангова и в 1978 году окончил его, получив диплом режиссёра театра драмы.
В 1975 году В. П. Панов впервые в Архангельске создал экспериментальную театральную студию при поддержке театрального училища им. Б. Щукина и Московского Академического театра им. Евг. Вахтангова. Труппа студии состояла из рабочих, студентов и школьников. В течение 2-х лет студийцы изучали актёрское мастерство, сценическое движение, музыку, живопись, а затем поставили первый спектакль «Ночь после выпуска» по повести В. Тендрякова.
В 1977 году театральной студии был присвоен статус народного театра-студии юного зрителя. Спектакли студии пользовались неизменным успехом в г. Архангельске и Архангельской области. Труппа выезжала на гастроли по Дальнему Востоку, в г. Калининград, за границу (ГДР, Румыния, Югославия, Болгария, Венгрия), выступала со своими спектаклями в Москве, Ленинграде, Астрахани и других городах.
В. П. Пановым в студии были поставлены спектакли: «Не любо — не слушай» по сказкам С. Писахова и Б. Шергина, «Светлые души» по В. Шукшину, «Синие кони на красной траве» и «Диктатура совести» М. Шатрова, «Страницы любви» по произведениям Л. Петрушевской, А. Володина и В. Распутина, «Скамейка» А. Гельмана, «В списках не значился» и «Завтра была война» Б. Васильева, «Раненый зверь» С. Коковкина и др.
В 1986 году был поставлен спектакль «Колокол громкого боя» по стихам архангельского поэта В. Беднова, посвящённый архангелогородцам, погибшим на афганской войне. Также в 1986 году театр получил почётное приглашение выступить со своим спектаклем «Памяти Высоцкого» на сцене Московского театра драмы и комедии на Таганке.
В октябре 1987 года театральная студия преобразуется в Архангельский молодёжный театр-студию и переходит на постоянный режим работы.
По инициативе В. П. Панова, впервые в России, на базе молодёжного театра был организован экспериментальный курс Санкт-Петербургского института театра, музыки и кинематографии им. Н. К. Черкасова, куда поступили большинство артистов театра-студии, который они успешно закончили в 1992 году.
В 1988 году Архангельский областной молодёжный театр принял участие в фестивале, посвящённом В. Высоцкому в Варшаве. В Польше В. П. Панов с театром получает приглашение показать свои спектакли в Слупске — городе-побратиме Архангельска. Эта поездка, прошедшая с большим успехом, дала возможность наладить творческое сотрудничество между Архангельском и Слупском, послужила мостом для улучшения культурных связей.
В 1989—1990 годах в Польше была организована международная театральная школа, где занимались актёры из Англии, Швеции, Норвегии, Индии и других стран, где В. П. Панов преподавал актёрское мастерство по системам Е. Вахтангова и М. Чехова.
В 1991 и 1993 годах В. П. Панов преподавал в международной театральной школе в Осло (Норвегия).
В августе 1991 года по инициативе В. П. Панова и при поддержке Министерства культуры Российской Федерации, Союза Театральных Деятелей, областного Совета депутатов, театру присваивается статус государственного областного молодёжного театра и В. П. Панов назначается художественным руководителем театра.
С 1991 года В. П. Пановым были поставлены спектакли, ставшие этапными не только в развитии молодёжного театра, но и всего театрального искусства, получившие не только широкое признание зрителей, но и отмеченные театральными деятелями и критиками Москвы. В. П. Пановым одним из первых в России были поставлены спектакли «Самоубийца» Н. Эрдмана, «Собачье сердце» М. Булгакова, «Яма» А. Куприна. В содружестве с художником Б. Копыловым, впервые в России, был поставлен спектакль «Отравленная туника» Н. Гумилева. Большой резонанс и популярность имели спектакли по пьесам классиков русской литературы: «Ревизор» Н. Гоголь, «Маленькие трагедии» С. Пушкина, «Пучина» А. Островского, «Тёмные аллеи» по рассказам И. Бунина.
С 1988 года, по инициативе В. Панова, в Архангельске проводятся Международные театральные фестивали. Были проведены Международные фестивали театров — студий (1988 и 1990 г. Г.), Фестиваль политического спектакля (1989 г.) С 1990 года проводится Международный фестиваль уличных театров. Летом 2009 года состоится юбилейный 15 фестиваль. В 1992 году программа проведения в Архангельске Международных фестивалей уличных театров была рассмотрена на Секретариате ЮНЕСКО и признана одной из лучших. Единственная из российских программ она включена во "Всемирное Десятилетия Развития культуры 1988—1997 г. Г.). С этого времени театра работает под лейблом ЮНЕСКО. В 2004 году появился ещё один фестиваль — Международный музыкально — театральный фестиваль «Европейская весна».
Под руководством В. П. Панова творческий коллектив театра постоянно повышает профессиональный уровень, стремится к достижению новых творческих задач, стоящих перед театром в настоящее время. По инициативе В. П. Панова при театре в 1999 году создана и успешно работала молодёжная театральная студия, на основе которой в 2004 году набран заочный актёрский курс в Санкт-Петербургскую Государственную Академию театрального искусства им. Н. Черкасова. Мастером курса стал В. П. Панов.
В августе 2001 года В. П. Панов был приглашён в качестве сценариста и главного режиссёра Международной общественно-политической акции «ДЕРВИШ-2001», посвящённой 60-летию прихода в Архангельск первого союзного конвоя. Все мероприятие акции получили высокую оценку участников и общественности, в том числе и международной.
Архангельский областной молодёжный театр под руководством В. П Панова принимал участие в Международных театральных фестивалях в Италии, Германии, Англии, Голландии, Польше, Франции, в том числе несколько раз в Авиньонском театральном фестивале. Спектакль «Не любо — не слушай» по произведениям северных писателей С. Писахова и Б. Шергина в 1996 году был признан одним из лучших спектаклей фестиваля в программе «OFF».
В. П. Панов и руководимый им театр продолжают активно работать и в нашем регионе и за рубежом: принимают участие в Днях Архангельской области в Москве, фестивалях Козьмы Пруткова в Сольвычегодске (1998 и 1999 год), Фестивале уличных театров СНГ и стран Балтии в г. Кузнецке Пензенской области (2000 г.), Международном театральном фестивале в г. Саргемине и Русской Рождественской ярмарке во Франции (1999 и 2000 г.).
В июне 2001 года театр под руководством В. П. Панова принял участие в 3-й Всемирной Театральной Олимпиаде в Москве со спектаклем «Болеро».
Дважды театр принимал участие во Всероссийском фестивале современной драматурги им. А. Вампилова (Иркутск, Россия) в Театральных днях Карфагена (Тунис). В 2005 году театр принимает участие в Фестивале театрального искусства для детей «Арлекин», СПб со спектаклем «Не любо — не слушай», а также в XII Международном театральном фестивале в Сибиу, Румыния со спектаклями «Не любо — не слушай» и «Болеро».
Каждый год репертуар театра пополняется новыми спектаклями, поставленными В. П. Пановым: «Зима» Е. Гришквца, «Раненый зверь» С. Коковкина, «Все пули в одного…», «Ужин дураков» Ф. Вебера, «Бред вдвоём» Э. Ионеско, «Деревянные кони» Ф. Абрамова и др.
В ноябре 2006 года на сцене Архангельского областного молодёжного театра состоялась премьера спектакля «Раненый зверь», которая стала заметным и значимым событием в культурной жизни не только театра, но, и города, и области. Спектакль поставлен по одноимённой пьесе драматурга Сергея Коковкина. Сценографом спектакля выступила Ирина Михайловна Бируля, известный сценограф из Санкт-Петербурга. Пьеса «Раненый зверь» о великом нашем земляке М. В. Ломоносове.
Не оставил В. П. Панов без внимания и пьесы русских классиков. В 2004 году поставлен спектакль «Ревизор» Н. В. Гоголя, а в 2005 состоялась премьера «Бесприданницы» А. Н. Островского. К 65-летию Победы в Великой Отечественной войне В. П. Панов поставил спектакль «Все пули в одного…» по стихам и песням о войне и военного времени. Жанр спектакля — зримая песня.
Как театральный и общественный деятель В. П. Панов вносит огромный вклад в развитие культуры и театрального искусства Архангельского региона. Во многом благодаря ему город Архангельск и Архангельская область стали известны во многих странах мира как культурный центр Севера России.

## Общественное признание
- В октябре 2012 года присвоено звание Почётного гражданина Архангельской области[1].